# 新疆生产建设兵团第四师七十四团
新疆生产建设兵团第四师七十四团是中华人民共和国新疆生产建设兵团第四师下辖的一个团。

## 行政区划
新疆生产建设兵团第四师七十四团下辖以下单位：
团部、一连、二连、三连、四连、五连、六连、林场和畜牧中心生活区。